# Federal Reserve Bank of New York

Distrikte und Verwaltungssitze des Federal Reserve Systems

Die Federal Reserve Bank of New York ist eine der bedeutendsten der zwölf Regionalbanken, die zusammen das Federal Reserve System der USA bilden. Sie befindet sich in der Liberty Street 33 in New York City im Bundesstaat New York. Die weitere Geschäftsstelle in Buffalo (New York) wurde am 31. Oktober 2008 geschlossen. Ein technisches Zentrum befindet sich in East Rutherford. Die Federal Reserve Bank of New York ist verantwortlich für den Bezirk 2 des Federal Reserve System, der den Bundesstaat New York, die 12 nördlichen Countys von New Jersey, Fairfield County in Connecticut, Puerto Rico und die Virgin Islands umfasst. Die Bank wurde 1913 gegründet und hat 2.700 Mitarbeiter.

## Größte regionale Federal Reserve Bank
Seit der Gründung des Federal Reserve Systems wird die durch das Board of Governors des Federal Reserve System in  Washington beschlossene US-Geldpolitik durch die Federal Reserve Bank of New York in Manhattans Finance District umgesetzt. Die New York Federal Reserve ist die bedeutendste und nach ihrem Vermögen die größte  der zwölf regionalen Banken des Feds. In New York, der Finanzmetropole der USA, ist die New York Fed für die Durchführung der Offenmarktgeschäfte verantwortlich, den Kauf und Verkauf der vom Bureau of the Public Debt emittierten U.S. Treasury Securities. Im Jahr 2003 hat Fedwire, das von der Fed zur Durchführung von Geldzahlungen zwischen der Fed und Geschäftsbanken betriebene Interbank-Überweisungssystem, 1,8 Billionen US-Dollar pro Tag bewegt, von denen 1,1 Billionen US-Dollar ihren Ursprung im eigenen Bezirk, dem 2. Financial-District hatten. Zusätzlich wurden täglich Wertpapiertransaktionen im Wert von 1,3 Billionen USD durchgeführt, von denen 1,2 Billionen US-Dollar aus dem eigenen Financial-District stammten. Die New York Fed ist auch für die Durchführung der vorgegebenen Wechselkurspolitik verantwortlich. In Devisengeschäften kauft und verkauft sie Dollars für das Finanzministerium der Vereinigten Staaten.  Der Präsident der New York Fed ist als einziger der Präsidenten der zwölf Regional-Feds mit einem ständigen Sitz im Federal Open Market Committee vertreten und fungiert dort traditionell als der Vize-Präsident des Komitees. Der derzeitige Präsident der New York Fed ist John C. Williams.
Die New York Fed nahm am 16. November 1914 unter der Leitung von Benjamin Strong Jr., der vorher Präsident der Bankers Trust Company war, ihren Geschäftsbetrieb auf. Er leitete die Bank bis zu seinem Tod im Jahr 1928. Da die Bank in den Anfangsjahren schnell wuchs, war bald ein neues größeres Gebäude notwendig.

## Bankgebäude 33 Liberty Street

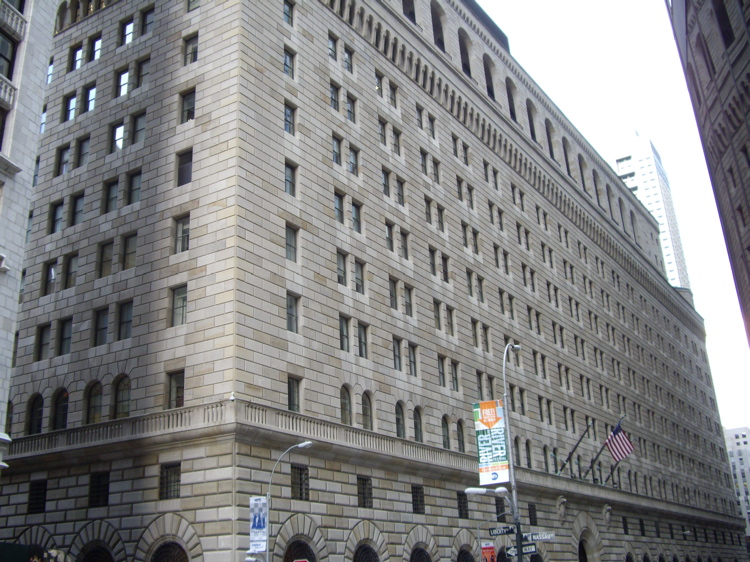
Gebäude der Federal Reserve Bank of New York

Nach einer öffentlichen Ausschreibung gewann der Entwurf des Architektenbüros York and Sawyer, der eine Reminiszenz an die florentinische Frührenaissance darstellt. Die Bank bezog ihre heutigen Geschäftsräume im Jahr der Fertigstellung des Gebäudes 1924.
Der berühmte Tresor der Federal Reserve Bank of New York liegt 26 Meter unter dem Meeresspiegel auf den Felsen Manhattans. Im Jahr 1927 enthielt der Tresor 10 Prozent der weltweiten, offiziellen Goldreserven. Heute befindet sich hier nach eigenen Angaben die größte Gold-Lagerstätte der Welt. Dort lagert mit etwa 8.000 Tonnen Barrengold mehr Gold als im Golddepot in Fort Knox, im Juli 2015 waren diese Reserven etwa 272 Milliarden Euro wert. Anders als in Fort Knox gehört das in New York gelagerte Gold größtenteils ausländischen Staaten, Zentralbanken und Internationalen Organisationen. Insgesamt 60 verschiedene Staaten haben Teile ihrer Goldreserven hier eingelagert, wobei den USA selbst nach eigenen Angaben nur etwa 6 % gehören. Falls sich ein Staat entscheidet, das von ihm eingelagerte Gold wieder zu entnehmen, wird eine Gebühr von 1,75 US-Dollar pro Barren fällig (Stand 2008). Es werden post-Covid wieder kostenlose öffentliche Führungen angeboten, allerdings nicht mehr für die Allgemeinheit, sondern nur noch für Schul-Gruppen.

## Bisherige Präsidenten
Präsidenten seit Gründung der Bank:
- Benjamin Strong Jr., 1914–1928
- George L. Harrison, 1928–1940
- Allan Sproul, 1941–1956
- Alfred Hayes, 1956–1975
- Paul Volcker, 1975–1979
- Anthony M. Solomon, 1980–1985
- E. Gerald Corrigan, 1985–1993
- William Joseph McDonough, 1993–2003
- Timothy Geithner, 2003–2009
- William C. Dudley, 2009–2018
- John C.Williams, seit 2018

## Darstellung in Filmen
- Es war einmal in Amerika, USA 1984
- Stirb langsam: Jetzt erst recht, USA 1995, zeigt einen Bankraub der Goldbestände der Fed New York
- Bait – Fette Beute, USA 2000
- Zeitgeist: Addendum
- The Obama Deception